# Manny Marc/Diskografie
Diese Diskografie ist eine Übersicht über die musikalischen Werke des deutschen Rappers Manny Marc. Seine erfolgreichsten Veröffentlichungen sind die Singles Das geht ab! (Wir feiern die ganze Nacht) und Disco Pogo sowie das Studioalbum Atzen Musik Vol. 2 mit mehreren Top-10-Platzierungen und Schallplattenauszeichnungen, darunter Platin für Das geht ab! und Disco Pogo sowie Gold für Atzen Musik Vol. 2.

## Alben

### Studioalben
| Jahr | Titel              | Höchstplatzierung, Gesamtwochen, AuszeichnungChartplatzierungen (Jahr, Titel, Platzierungen, Wochen, Auszeichnungen, Anmerkungen) | Höchstplatzierung, Gesamtwochen, AuszeichnungChartplatzierungen (Jahr, Titel, Platzierungen, Wochen, Auszeichnungen, Anmerkungen) | Höchstplatzierung, Gesamtwochen, AuszeichnungChartplatzierungen (Jahr, Titel, Platzierungen, Wochen, Auszeichnungen, Anmerkungen) | Anmerkungen                                           |
| Jahr | Titel              | DE | AT | CH | Anmerkungen                                           |
| ---- | ------------------ | --- | --- | --- | ----------------------------------------------------- |
| 2008 | Atzen Musik Vol. 1 | DE86 (3 Wo.)DE | — | — | Erstveröffentlichung: 10. Oktober 2008 mit Frauenarzt |
| 2010 | Atzen Musik Vol. 2 | DE5 Gold · (27 Wo.)DE | AT10 (21 Wo.)AT | CH48 (6 Wo.)CH | Erstveröffentlichung: 26. Februar 2010 mit Frauenarzt |
| 2011 | Party Chaos        | DE15 (7 Wo.)DE | AT35 (6 Wo.)AT | CH37 (6 Wo.)CH | Erstveröffentlichung: 18. Mai 2011 mit Frauenarzt     |
| 2012 | Atzen Musik Vol. 3 | DE16 (3 Wo.)DE | — | CH73 (1 Wo.)CH | Erstveröffentlichung: 18. Mai 2012 mit Frauenarzt     |

### Weitere Alben
| Jahr | Titel                                                | Anmerkungen                           |
| ---- | ---------------------------------------------------- | ------------------------------------- |
| 2004 | Verbrechen lohnt sich                                | indiziert                             |
| 2005 | Berlin bleibt Untergrund – Das Album                 | mit Frauenarzt                        |
| 2006 | Hart an der Grenze                                   | mit Frauenarzt                        |
| 2007 | Blutsport                                            | mit Blokkmonsta                       |
| 2007 | Die üblichen verdächtigen                            | mit Major und Spade                   |
| 2007 | Sexurlaub                                            | mit DJ Reckless und Corus 86          |
| 2007 | Krieg in Berlin                                      |                                       |
| 2008 | Feiern mit den Pleitegeiern                          | mit Frauenarzt                        |
| 2008 | Danke Deutschland                                    | Extended Play                         |
| 2009 | Die üblichen Verdächtigen 2 – Mann muss Schwein sein | kostenloses Album mit Major und Spade |

### Mixtapes
| Jahr | Titel                                  | Anmerkungen                                |
| ---- | -------------------------------------- | ------------------------------------------ |
| 2000 | Wixtape 1 – Bass Computer 2000         | heute Neuauflage erhältlich mit Frauenarzt |
| 2004 | Wixtape 2 – Kings Of Berlin Bass       | mit Frauenarzt                             |
| 2004 | Wixtape 3 – Hardcore Rap               | mit Frauenarzt                             |
| 2004 | Bass Computer 2000                     | heute Neuauflage erhältlich                |
| 2005 | Wixtape 4 – Gangster Wix               | mit Frauenarzt                             |
| 2005 | Berlin bleibt Untergrund – das Mixtape | mit Frauenarzt                             |
| 2005 | BBX 022 – Hip Hop ist tot              | mit DJ Reckless; indiziert                 |
| 2006 | BBX 024 – Horror Party                 | mit DJ Reckless                            |
| 2006 | BBX 026 – Deutschland ist Weltmeister  | mit DJ Reckless & Corus 86                 |
| 2006 | Dobermann Demotape Part 1              | mit DJ Reckless                            |

## Singles
| Jahr | Titel Album                                                             | Höchstplatzierung, Gesamtwochen, AuszeichnungChartplatzierungen (Jahr, Titel, Album, Platzierungen, Wochen, Auszeichnungen, Anmerkungen) | Höchstplatzierung, Gesamtwochen, AuszeichnungChartplatzierungen (Jahr, Titel, Album, Platzierungen, Wochen, Auszeichnungen, Anmerkungen) | Höchstplatzierung, Gesamtwochen, AuszeichnungChartplatzierungen (Jahr, Titel, Album, Platzierungen, Wochen, Auszeichnungen, Anmerkungen) | Anmerkungen                                                                         |
| Jahr | Titel Album                                                             | DE | AT | CH | Anmerkungen                                                                         |
| ---- | ----------------------------------------------------------------------- | --- | --- | --- | ----------------------------------------------------------------------------------- |
| 2007 | Sex im Urlaub Sexurlaub                                                 | — | — | — | Erstveröffentlichung: 18. Mai 2007 mit DJ Reckless und Corus 86                     |
| 2008 | Florida Lady Atzen Musik Vol. 1                                         | DE89 (1 Wo.)DE | — | — | Erstveröffentlichung: 19. September 2008 mit Frauenarzt & Alexander Marcus          |
| 2009 | Das geht ab! (Wir feiern die ganze Nacht) Atzen Musik Vol. 1            | DE8 Platin · (70 Wo.)DE | AT5 (50 Wo.)AT | CH13 (50 Wo.)CH | Erstveröffentlichung: 25. Juni 2009 mit Frauenarzt                                  |
| 2010 | Disco Pogo Atzen Musik Vol. 2                                           | DE2 Platin · (47 Wo.)DE | AT4 (36 Wo.)AT | CH20 (35 Wo.)CH | Erstveröffentlichung: 1. Januar 2010 mit Frauenarzt                                 |
| 2010 | Atzin Atzen Musik Vol. 2                                                | DE16 (15 Wo.)DE | AT20 (15 Wo.)AT | — | Erstveröffentlichung: 2. April 2010 mit Frauenarzt                                  |
| 2010 | Rock die Scheiße fett Atzen Musik Vol. 2                                | DE34 (5 Wo.)DE | AT47 (3 Wo.)AT | — | Erstveröffentlichung: 30. Juli 2010 mit Frauenarzt                                  |
| 2011 | Strobo Pop Party Chaos                                                  | DE14 Gold · (24 Wo.)DE | AT10 (21 Wo.)AT | CH36 (7 Wo.)CH | Erstveröffentlichung: 11. März 2011 mit Frauenarzt & Nena                           |
| 2011 | Hasta la Atze Party Chaos                                               | DE74 (2 Wo.)DE | — | — | Erstveröffentlichung: 8. Juli 2011 mit Frauenarzt                                   |
| 2012 | Party (ich will abgehn) Atzen Musik Vol. 3                              | DE45 (7 Wo.)DE | AT50 (2 Wo.)AT | — | Erstveröffentlichung: 18. Mai 2012 mit Frauenarzt                                   |
| 2012 | Feiern? Okay! (DJ Antoine vs. Mad Mark Construction) Atzen Musik Vol. 3 | — | — | — | Erstveröffentlichung: 18. Mai 2012 mit Frauenarzt                                   |
| 2014 | Joko Diss –                                                             | DE24 (2 Wo.)DE | AT18 (2 Wo.)AT | CH35 (1 Wo.)CH | Erstveröffentlichung: 15. April 2014 mit Eko Fresh, Frauenarzt & Bass Sultan Hengzt |
| 2015 | Zurück in der Zeit –                                                    | — | — | — | Erstveröffentlichung: 21. Oktober 2015 mit DJ Reckless                              |
| 2020 | Keine Angst (Horrorcamp Song) –                                         | DE73 (1 Wo.)DE | — | — | Erstveröffentlichung: 30. Oktober 2020 mit Knossi, Sido & Sascha Hellinger          |

## Remixe
- 2008: Ein ganz normaler Atze (All Mixes) (MP3-Remixe, mit Frauenarzt)
- 2008: Das geht ab (Atzen Musik RMX) (mit Frauenarzt, Evil Hectorr, Major, Smoky, Kid Millennium und Keule Helle)
- 2008: Das geht ab (All Mixes) (MP3-Remixe, mit Frauenarzt)
- 2010: Das geht ab (WM Version) (mit Frauenarzt)

## Statistik

### Chartauswertung
|                     | DE    | AT    | CH    |
| ------------------- | ----- | ----- | ----- |
| Nummer-eins-Alben   | DE—DE | AT—AT | CH—CH |
| Top-10-Alben        | DE1DE | AT1AT | CH—CH |
| Alben in den Charts | DE4DE | AT2AT | CH3CH |

|                       | DE     | AT    | CH    |
| --------------------- | ------ | ----- | ----- |
| Nummer-eins-Singles   | DE—DE  | AT—AT | CH—CH |
| Top-10-Singles        | DE2DE  | AT3AT | CH—CH |
| Singles in den Charts | DE10DE | AT7AT | CH4CH |

### Auszeichnungen für Musikverkäufe
Anmerkung: Auszeichnungen in Ländern aus den Charttabellen bzw. Chartboxen sind in ebendiesen zu finden.
| Land/RegionAuszeichnungen für Musikverkäufe (Land/Region, Auszeichnungen, Verkäufe, Quellen) | Gold     | Platin     | Verkäufe | Quellen           |
| -------------------------------------------------------------------------------------------- | -------- | ---------- | -------- | ----------------- |
| Deutschland (BVMI)                                                                           | 2× Gold2 | 2× Platin2 | 850.000  | musikindustrie.de |
| Insgesamt                                                                                    | 2× Gold2 | 2× Platin2 |          |                   |